# Вепрев, Александр Алексеевич
Александр Алексеевич Вепрев (род. 10 декабря 1951, пос. Рудная Гора, Усть-Илимский район, Иркутская область, РСФСР, СССР) — советский и российский государственный и общественный деятель, генеральный директор Иркутского авиационного завода. Герой Труда Российской Федерации (2024). Заслуженный машиностроитель Российской Федерации (2008).
Депутат Законодательного собрания Иркутской области (с 2008).

## Биография
Родился 10 декабря 1951 года в посёлке Рудная гора Усть-Илимского района, Иркутская область. В 1974 году окончил Иркутский политехнический институт по специальности «самолётостроение».

## Карьера
Трудовую деятельность начал Иркутском филиале НИАТ, где работал сначала инженером-технологом, а в 1997 году стал его руководителем. С октября того же года являлся техническим директором Иркутского авиационного завода. 
В январе 2008 года назначен генеральным директором Иркутского авиационного завода.
Александр Алексеевич Вепрев кандидат технических наук (1986), является автором более 100 научных работ и публикаций, имеет 21 авторское свидетельство и патенты на изобретения. Почётный профессор Иркутского национального исследовательского технического университета. С 2008 года является депутатом Законодательного собрания Иркутской области, член Комитета по собственности и экономической политике.
В 2024 году удостоился звания «Героя Труда Российской Федерации».
Живёт и работает в Иркутске.

## Награды и звания
- Герой Труда Российской Федерации (2024) — за особые трудовые заслуги перед государством, большой вклад в укрепление обороноспособности и безопасности страны
- Орден «За заслуги перед Отечеством» III степени (2021)
- Орден «За заслуги перед Отечеством» IV степени (2017)
- Почётная грамота Президента Российской Федерации (2013)
- Орден Почёта (2011)
- Заслуженный машиностроитель Российской Федерации (2008)
- Почётный авиастроитель

## Премии
- Лауреат национальных премий «Лучший руководитель года»
- Лауреат премии «Золотая идея» в номинации «За успех в области производства продукции военного назначения»
- Лауреат Всероссийского конкурса «Трудовая слава России»
- Победитель Всероссийского смотра-конкурса «Звезда Российского менеджмента»